# Pablo Iglesias Turrión
Pablo Manuel Iglesias Turrión (ur. 17 października 1978 w Madrycie) – hiszpański polityk, politolog, wykładowca akademicki i prezenter telewizyjny, w latach 2014–2021 sekretarz generalny partii Podemos, deputowany do Parlamentu Europejskiego VIII kadencji, parlamentarzysta krajowy, w latach 2020–2021 drugi wicepremier oraz minister ds. praw socjalnych i Agendy 2030.

## Życiorys
Absolwent prawa (2001) i nauk politycznych (2004) na Uniwersytecie Complutense w Madrycie, na tej samej uczelni w 2008 obronił doktorat. Kształcił się podyplomowo m.in. na Uniwersytecie Karola III w Madrycie. Zawodowo związany z macierzystą uczelnią, gdzie został wykładowcą nauk politycznych.
Od młodości związany ze skrajną lewicą, w wieku 14 lat wstąpił do UJCE, młodzieżówki Komunistycznej Partii Hiszpanii. Był również członkiem rady wykonawczej lewicowej fundacji CEPS. Zajął się także działalnością publicystyczną, pisząc w dzienniku „Público” i na portalach internetowych. Od 2003 pracował również w telewizji, w stacjach Tele K i następnie Canal 33 prowadził program polityczny La Tuerka, a w 2013 został prezenterem zbliżonej tematycznie produkcji Fort Apache w HispanTV. W tym samym roku stał się również regularnym komentatorem innych telewizyjnych programów publicystycznych, m.in. El gato al agua, La Sexta Noche, Las mañanas de Cuatro.
W 2014 został liderem nowo utworzonej lewicowej partii Podemos i głównym kandydatem tego ugrupowania w wyborach europejskich, uzyskując mandat eurodeputowanego VIII kadencji. W listopadzie tego samego roku wybrany na nowo utworzoną funkcję sekretarza generalnego partii.
Zrezygnował z zasiadania w PE w październiku 2015. W wyborach krajowych w grudniu tego samego roku został wybrany w skład Kongresu Deputowanych, mandat utrzymywał również w 2016, kwietniu 2019 i listopadzie 2019.
Kilka tygodni po ostatnich z tych wyborów jako lider koalicji Unidas Podemos (skupiającej ugrupowania lewicowe i komunistyczne) zawarł porozumienie koalicyjne z Hiszpańską Socjalistyczną Partią Robotniczą. W styczniu 2020 w drugim rządzie Pedra Sáncheza objął stanowiska drugiego wicepremiera oraz ministra do spraw praw społecznych i Agendy 2030.
W marcu 2021 ustąpił z funkcji rządowych w związku z kandydowaniem w wyborach regionalnych w Madrycie. W głosowaniu z maja 2021, wygranym przez Partię Ludową, uzyskał mandat posła do regionalnego parlamentu. Wkrótce po tych wyborach  zrezygnował z funkcji partyjnych, ogłaszając wycofanie się z działalności politycznej.

## Życie prywatne
Partner życiowy polityk Irene Montero, z którą ma troje dzieci.

## Publikacje
- Bolivia en Movimiento. Acción colectiva y poder político (2007)
- Multitud y acción colectiva postnacional (2009)
- Desobedientes (2011)
- ¡Que no nos representan!: El debate sobre el sistema electoral español (2011)
- Cuando las películas votan. Lecciones de ciencias sociales a través del cine (2011)
- Maquiavelo frente a la gran pantalla. Cine y política (2013)
- Abajo el Régimen (2013)[1]